# Mahinda
Mahinda (Sanskrit: महिन्द्र, Mahindra), zu Beginn des 3. Jahrhunderts v. Chr. in Magadha (heute Bihar, Indien) geboren, war ein buddhistischer Mönch und Arhat. Er begründete den Buddhismus auf Sri Lanka.
Als Sohn des indischen Kaisers Ashoka wuchs er in Vidisha, der Residenz seiner Mutter auf. Im Alter von 20 Jahren wurde er Mönch und ein Schüler von Moggaliputta Tissa. Zwölf Jahre später, nach dem von seinem Lehrer geleiteten dritten buddhistischen Konzil, wurde er zusammen mit den Mönchen Itthiya, Uttiya, Sambala, Bhaddasāla und Sumanasāmanera sowie dem Laien Bhankuka von seinem Vater nach Sri Lanka (damals Tamraparni) gesandt, um dort die Lehre Buddhas, das Dharma, bekannt zu machen.

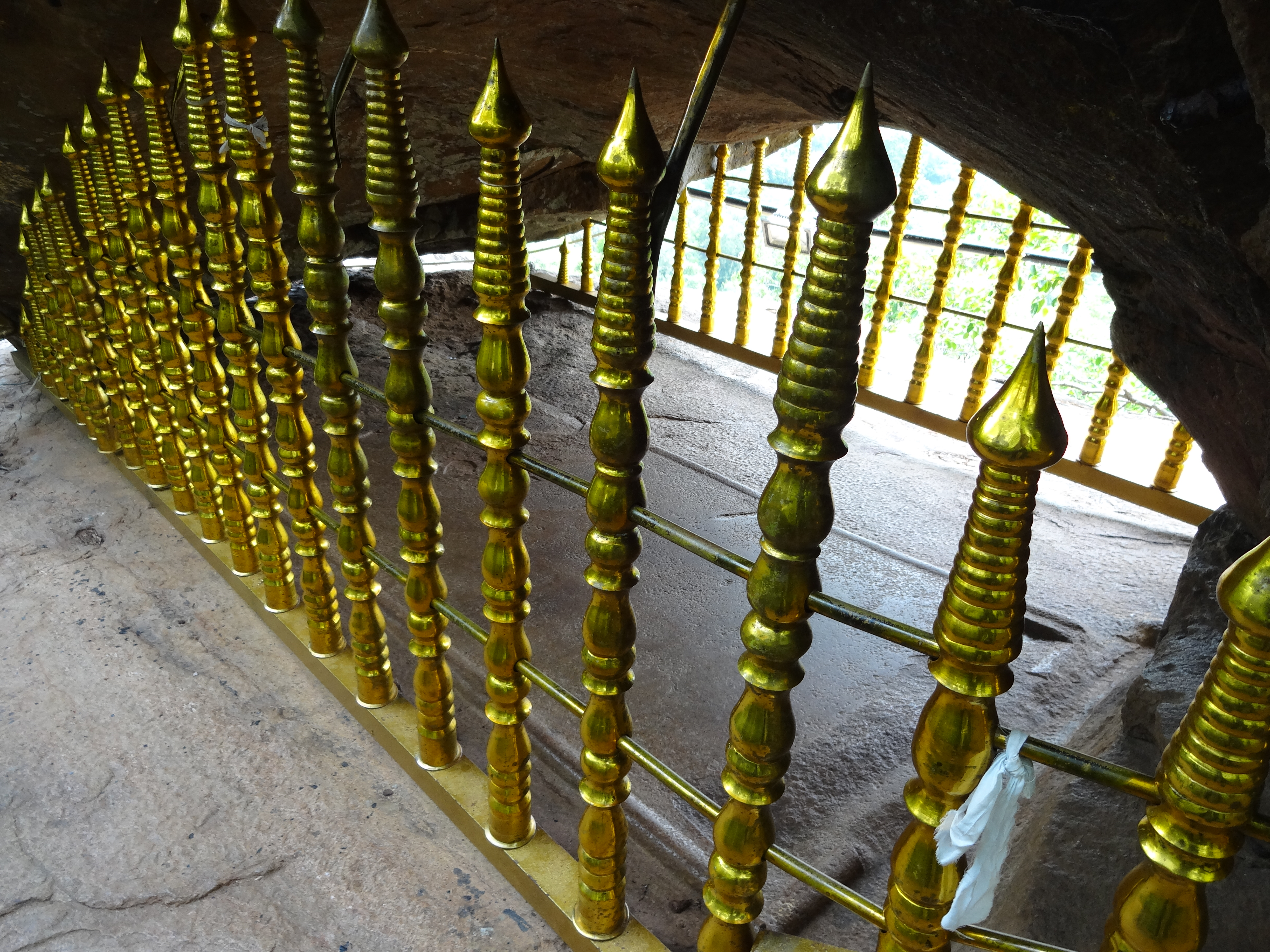
Sogenanntes Mahindabett in Mihintale

Gemäß den singhalesischen Chroniken Mahavamsa und Dipavamsa traf die Gruppe während des Vollmondes auf der Insel ein. Die Überlieferung berichtet, dass König Devanampiya Tissa den Mönchen begegnete, als er gerade auf der Jagd war. Er kannte Ashoka, die beiden Herrscher hatten sich jeweils Geschenke zu ihren Thronbesteigungen gemacht und waren einander nicht feindlich gesinnt. Nach der Begrüßung der Gäste durch den König trug Mahinda eine Sutra vor, die Devanampiya Tissa und seine Gefolgschaft veranlasste sich dem Buddha-Dharma zuzuwenden. Die Mönche wurden nach Anuradhapura in die Residenz des Königs eingeladen, um dort weitere Lehrreden zu halten. Zwei öffentliche Vorträge Mahindas in der Königsstadt legten demnach den Grundstein für die Verbreitung des Buddhismus auf der Insel. Der königliche Garten Mahamegha wurde den Mönchen zur Verfügung gestellt, woraus sich die Klosteranlage Mahavira entwickelte, das früheste Zentrum der buddhistischen Kultur in Sri Lanka. In Mihintale, wohin sich Mahinda nach einem Monat der Unterweisungen zurückgezogen hatte (vgl. Vassa, Khao Phansa), wurde das Chetiyagirivihara-Kloster gegründet.

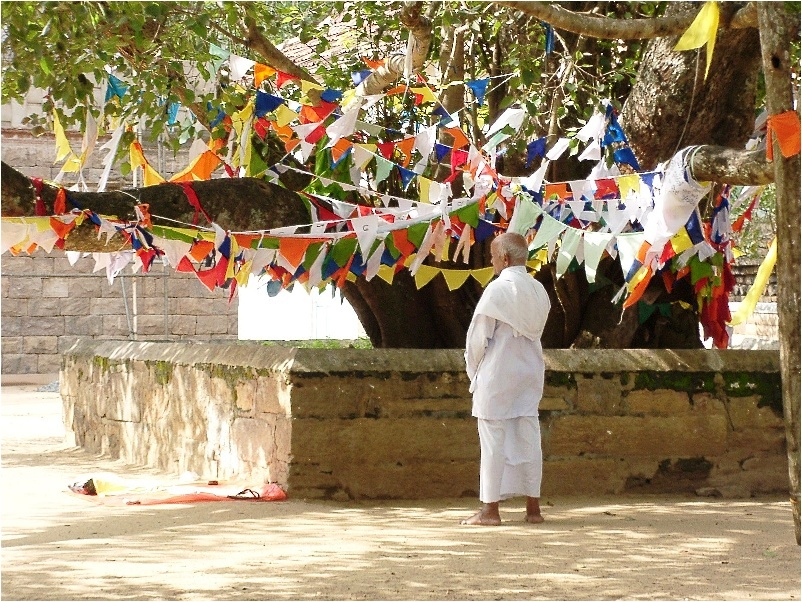
Der Sri Mahabodhi in Anuradhapura

Um einen Frauenorden (vgl. Bhikkhuni) zu gründen rief Mahinda seine Schwester Sanghamitta zu sich nach Sri Lanka. Sie brachte auch einen Ableger jenes Bodhi-Baumes aus Bodhgaya mit, unter dem nach der Überlieferung Siddharta Gautama die Erleuchtung erlangt hatte. Der Baum wurde im Mahavira-Tempel gepflanzt, wo er heute noch als Sri Mahabodhi geehrt wird. In der buddhistischen Architektur Sri Lankas kam so zu den üblichen Tempelgebäuden ein neues hinzu: der Bodhighara, ein Schrein ohne Dach zu Ehren des Bodhi-Baumes. Anstatt bildlicher Repräsentationen des Mahabodhi wie sie aus Indien bekannt waren, steht hier ein lebender Baum im Mittelpunkt des Bauwerks.
Auf Initiative Mahindas wurde auch der erste Stupa Sri Lankas errichtet um Reliquien des Buddha, die wie der Setzling von Sanghamitta aus dem Reich Ashokas mitgebracht worden waren, darin einzuschließen. Arittha, einem Neffen König Devanampiya Tissas, der dem Mönchsorden beigetreten war, kam die Aufgabe zu, die Vinaya (buddh. Ordensregeln) zu unterrichten.
Mahinda starb im Alter von 60 Jahren. König Uttiya, der Nachfolger Devanampiya Tissas, ließ seine Asche mit großen Ehren in einem eigens errichteten Stupa, dem Mihindu Seya in Mihintale, zur letzten Ruhe betten.
Heute wird Mahinda nicht nur als Begründer des Buddhismus in Sri Lanka verehrt, er gilt darüber hinaus als Schöpfer der singhalesischen Literatur, da er den Tipitaka ins Singhalesische übersetzte und Kommentare dazu in der Landessprache verfasste.